# سرگئی پاراجانف
سرگِی پاراجانُف (به ارمنی Սարգիս Հովսեփի Փարաջանյան تلفظ:سارکیس هوسِپی پاراجانیان) (به روسی Сергей Иосифович Параджанов تلفظ:سرگِی یوسیفوویچ پاراجانوف) (۹ ژانویه ۱۹۲۴ – ۲۰ ژوئیه ۱۹۹۰) کارگردان روسی-ارمنی بود.

## زندگی شخصی
سرگئی پاراجانف در تاریخ نهم ژانویه سال ۱۹۲۴ در شهر تفلیس در جمهوری گرجستان از پدر و مادری ارمنی‌تبار توأم با ذوق و قریحهٔ هنری زاده شد. پدرش «یوسف پاراجانیان» تاجر و هنرپیشه و مادرش «سیرانوش بیجانف» نیز هنرپیشه بود. در سال ۱۹۴۵ در عنفوان جوانی، به مسکو عزیمت کرد و در مدرسهٔ سینمایی گراسیموف، که از معتبرترین مراجع سینمایی بود ثبت نام کرد و تحت نظارت الکساندر داوژنکو و «ایگور ساوچنکو» کسب دانش کرد.
سال ۱۹۴۸ در تفلیس، همراه فردی بنام نیکولای میکاوا که افسر وزارت امنیت دولتی بود، محکوم به اعمال همجنسگرایانه شد (که در اتحاد جماهیر شوروی آن زمان غیرقانونی بود) و برایش پنج سال حبس به ارمغان آورد اما چندی بعد تحت عنوان عفو عمومی آزاد شد.

## ازدواج و کارهای اولیه
در سال ۱۹۵۰ با همسر اول خویش، نیگار کریمووا که از مسلمانان تاتار بود ازدواج کرد. همسرش برای پیوند با او پیرو آئین کلیسای ارتدکس شرقی شد که چندی بعد به دست اقوام اش به دلیل تغییر دین(ارتداد)، مؤاخذه و کشته شد.
در سال ۱۹۵۱ پاراجانف فیلم کوتاهی به نام «داستان مولداویایی» ساخت و سپس به کی‌یف رفت. در سال ۱۹۵۲ در کارگاه فیلمسازی الکساندر داوژنکو، مشغول به کار شد.
پس از رشد و ترقی در اوکراین، با سوتلانا پاراجانف، همسر دوم خویش آشنا شد که منجر به ازدواج و تولد فرزندی به نام سورن شد.
هرچند این ازدواج به جدایی انجامید و همسر و فرزند اش به کی‌یف بازگشتند.
در سال ۱۹۶۴ ساخت فیلم سایه‌های اجداد فراموش شده جوایز بین‌المللی بسیاری را کسب نمود. از آنجا که این فیلم از معیار مفروض سینمای شوروی پیروی نمی‌کرد، پخش آن در شوروی ممنوع، و سبب درج نام او در فهرست سیاه شد.

## حبس
در دسامبر۱۹۷۳، مقامات روسیه شوروی به طرز فزاینده ای نسبت به اعمال نابکارانه او، انحصارا رفتار همجنسگرایانه اش، مشکوک شدند و حکمی تحت عنوان (تعرض به یکی از اعضای حزب کمونیست و اشاعهٔ اباحه‌گری و هرزه نگاری) صادر کردند که برایش پنج سال اعمال شاقه در اردوگاه کار اجباری را رقم زد.
سه روز پیش از تفهیم اتهام او، آندری تارکوفسکی نامه ای به مقر اصلی حزب کمونیست اوکراین نوشت و اعلام کرد «در ده سال اخیر، سرگئی پاراجانف فقط دو فیلم (سایه‌های اجداد فراموش شده و رنگ انار) را ساخته‌است. از حیث هنری، در دنیا معدود اند اشخاصی که بتوانند همتای او شوند. او گناهکار است - گناهکار انزوای خویش. ما نیز چنانیم که هر زمان به او نپرداختیم و قدرمان قادر به تفحص ژرفنای استادی چون او نشد.»
پاراجانف چهار سال از حکم پنج سالهٔ خویش را گذراند و به تفلیس بازگشت و تحت لوای نظارت و شدید ادارهٔ سانسور شوروی از ادامهٔ هرگونه فعالیت سینمایی منع شد. از این رو تلاش کرد که به جای ساخت فیلم، همانند دوره ای که محبوس بود، به ساخت عروسک و مجسمه و هنرهایی از این دست؛ مشغول باشد.
در فوریه ۱۹۸۲ پاراجانف بار دیگر به اتهام تطمیع و ارتشاء روانهٔ زندان شد که در کمتر از یکسال به آزادی او انجامید.

## مرگ
در۲۰ ژوئیه ۱۹۹۰، سرگئی پاراجانف بعلت سرطان ریه در ۶۶ سالگی درگذشت. با فوت اش آخرین فیلم ساخته او «اعتراف» ناتمام رها شد. این فیلم بعدها توسط دوست و همفکر نزدیک او میکائیل وارطانوف، تحت عنوان «پاراجانف، آخرین بهار» جمع‌آوری و منتشر شد.
پس از عزیمت او، هنرمندانی بسیار چون آلبرتو موراویا، فدریکو فلینی، جولیتا ماسینا، مارچلو ماستوریانی و برناردو برتولوچی، آشکارا به سوگ نشستند و بیانیه ای با مضمون «دنیای سینما ساحر اش را از دست داد.» صادرکردند.
آندری تارکوفسکی نیز در رثای پاراجانف و فیلم‌هایش گفته‌است «همواره با توجه و علاقهٔ بسیار فیلم‌های سرگئی را می‌دیدم، کسی که من بیش از هر کسی به او، شیوه تفکرش، شاعرانگیِ پارادوکسیکال‌اش علاقه‌مندم. قابلیت عشق ورزیدن به زیبایی و آزادیِ صرف در بینشِ پاراجانف کاملاً حضور دارد.»

## فیلم‌شناسی
فیلم‌های مشهور او عبارتند از:
| سال       | عنوان فارسی                                | عنوان اصلی                   | فارسی نویسی              | یادداشت‌ها                                                           |
| --------- | ------------------------------------------ | ---------------------------- | ------------------------ | ------------------------------------------------------------------- |
| ۱۹۵۱      | داستان مولداویایی                          | (روسی) Молдавская сказка     | مولداوسکایا اسکازا       | فیلم کوتاه - گم شده‌است.                                             |
| ۱۹۵۴      | آندریِش                                     | (روسی) Андриеш               | آندریِش                   | دنباله داستان مولداویایی                                            |
| ۱۹۵۸      | دومکا                                      | (روسی)Думка                  | دومکا                    | مستند -زندگی یک گروه موسیقی کلاسیک                                  |
| ۱۹۵۸      | خانم اول                                   | Первый парень                | پرویج پارن               | فیلمی عجیب پیرامون عشق و احساس در یک روستا                          |
| ۱۹۵۹      | ناتالیا اوشویج                             | (روسی) Наталия Ужвий         | ناتالیا اوشویج           | مستند. مستندی دربارهٔ یک بازیگر اوکراینی                             |
| ۱۹۶۰      | دست‌های طلایی                               | (روسی) Золотые руки          | زولوتی روکی              | مستند. هنر فولکلور اوکراین                                          |
| ۱۹۶۱      | رپسودی اوکراینی                            | (روسی) Украинская рапсодия   | اوکراینزکیا رسپودیا      | دختر ساده لوح که خواننده ای شهیر می‌شود.                             |
| ۱۹۶۲      | گل روی سنگ                                 | (روسی)Цветок на камне        | تسوتک نا کمه             | داستان شهرکی که جنگی ناگهانی بین مذهب و سیاست در آن رخ می‌دهد.       |
| ۱۹۶۴      | سایه‌های اجداد فراموش شده                   | (روسی) Тіні забутих предків  | تینی ابوتیخ پردکیو       |                                                                     |
| ۱۹۶۵      | دیوارنگاره‌های کیو                          | (روسی)Киевские фрески        | کیِوسکی فرسکی             | قبل از مراحل تولید متوقف شد. اکنون فقط پانزده دقیقه‌اش باقی‌مانده‌است. |
| ۱۹۶۷      | هاکوپ هوناتانیان                           | (ارمنی) Հակոբ Հովնաթանյան    | هاکوپ هوناتانیان         | مستندی کوتاه دربارهٔ نقاش ارمنی قرن هجدهم.                           |
| ۱۹۶۸      | رنگ انار (همچنین سایات نووا)               | (ارمنی)Սայաթ-Նովա            | سایات نووا               |                                                                     |
| ۱۹۶۸      | بچه‌ها به سوی کومیتاس                       | (ارمنی) Երեխաներ Կոմիտասին   | یرخانر کومیتاسین         | مستندی برای سازمانیونیسف. نگاتیوهای آن گم شده‌است.                   |
| ۱۹۸۴      | افسانه قلعه سورام                          | (گرجی) ამბავი სურამის ციხისა | امباوی سورامیس تسیخیسا   | یک افسانه قدیمی و باستانی گرجستان                                   |
| ۱۹۸۵      | آرابسک بر اساس جانمایه‌ای از نیکو پیراسمانی | Арабески на тему Пиросмани   | آرابسکی نا تمو پیروسمانی | مستند کوتاه.                                                        |
| ۱۹۸۸      | عاشق غریب                                  | (گرجی) აშიკი ქერიბი          | آشیکی کریبی              | براساس شعری از میخائیل لرمانتوف شاعر شهیر روس.                      |
| ۱۹۸۹–۱۹۹۰ | اعتراف                                     | (ارمنی) Խոստովանանք          | خوستوانانک               | با رجعت او، ناتمام ماند.                                            |

## جوایز
en:Shevchenko National Prize
ru:Народный артист Украинской ССР ۱۹۹۰
هنرمند مردمی ارمنستان شوروی ۱۹۹۰

## نقل قول‌ها
- زیبایی دنیا را نجات خواهد داد.
- کارگردانی دربارهٔ حقیقت است، دربارهٔ خدا، عشق و تراژدی است.
- "بسیاری می‌دانند که در حیات آدمی لحظاتی وجود دارد که طی آن تمامی تصورات، قوانین و روابط معمولِ گذشته، زیر سؤال می‌روند و مجدداً بازبینی می‌شوند. لحظات تنش شدید و توجه عمیق به زندگی. گویی خود را آزادانه در معرض اندیشه‌ها و تصاویر نوینی قرار می‌دهی که تو را دربرگرفته و بر مبنای آن ده‌ها و صدها تصویر همانند و ناهمانند رسم می‌کنی. گویی جریانی تو را در برمی‌گیرد و تنها عضلات قوی می‌توانند در مقابل نیروی آن ایستادگی کنند. این لحظات اوج تسلیم نفس و زندگی کامل و نفسانی است."[۴]
- هرآنکه مرا تقلید کند، خویش را گم کرده‌است.

## نگارخانه

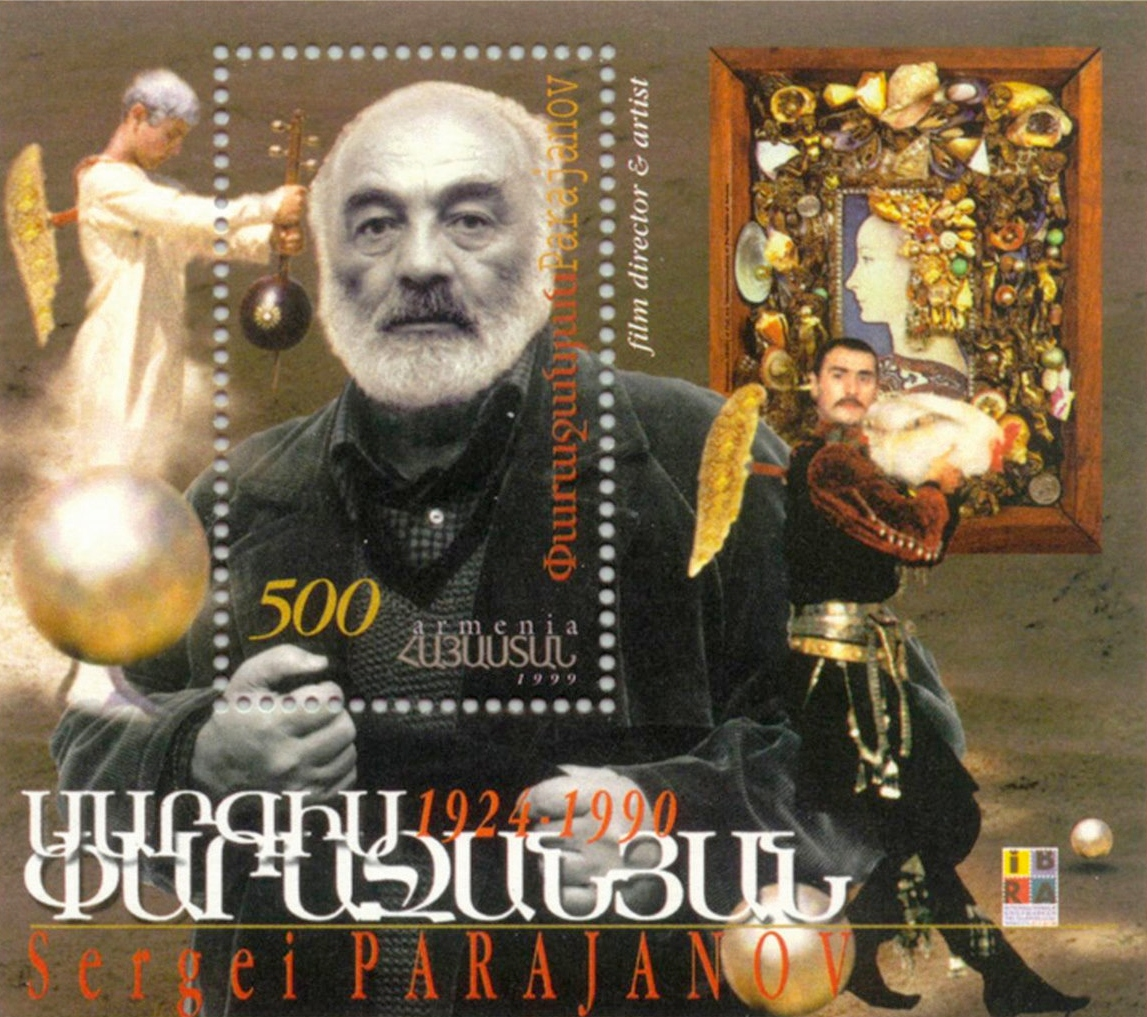
سرگئی پاراجانف و لیلی بریک
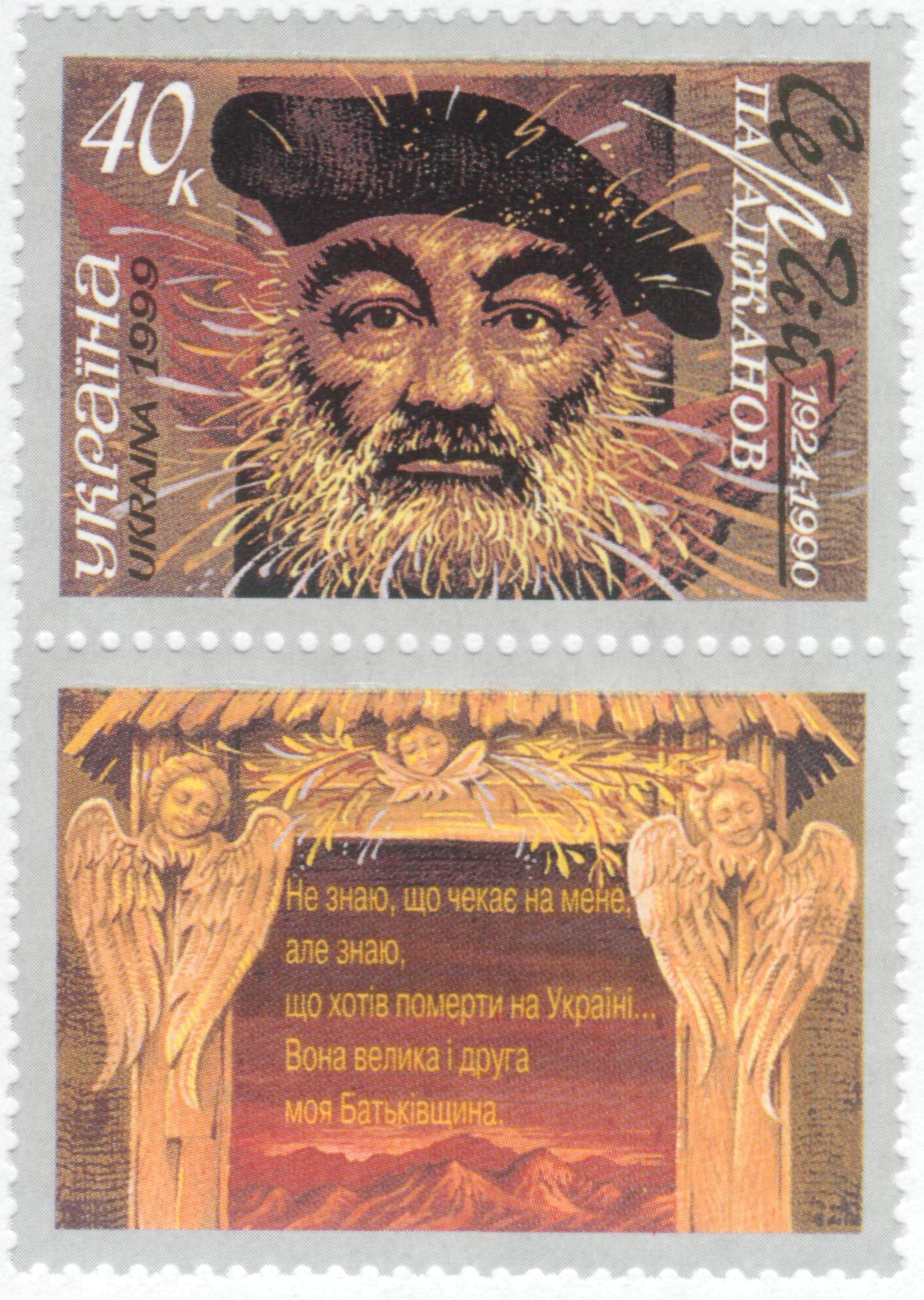